# A világ nem elég
A világ nem elég (The World Is Not Enough) 1999-es brit kalandfilm Michael Apted rendezésében, amely a tizenkilencedik James Bond-film. Pierce Brosnan harmadszor alakítja Bondot, és ezúttal Bond főnöke, M is az események központjába kerül. Ebben a filmben alakítja utoljára Q szerepét Desmond Llewelyn, aki a kezdetektől fogva 17 epizódon keresztül támogatta a 007-es ügynököt.

## Cselekmény
James Bond (Pierce Brosnan) Bilbaóban van, hogy egy svájci bankból visszaszerezze azt a pénzt, amit Sir Robert King (David Calder) egy, az MI6-tól ellopott jelentésért fizetett ki egyik ügynökük halálát követően. A 007-est fogadó bankár azonban nem beszél, majd amikor mégis megeredne a nyelve a titkárnője megöli, ő pedig elszalad. James pedig egy távolból érkezett titokzatos mesterlövés után hagyja el a helyszínt az ablakon át. Visszatérve Londonba, az MI6 központjába a pénzt visszaadja annak jogos tulajdonosának. De nem sokkal később, amikor King átveszi a bankjegyeket, az egész váratlanul a levegőbe repül. A főhadiszállás kirobbant falán keresztül James újra megpillantja a svájci bankárt megölő titkárnőt és a nyomába ered. A Temze-folyón történt hosszas üldözést követően a merénylőt sarokba szorítja, aki hőlégballonnal menekült volna tovább. Látván, hogy nincs menekvés a titokzatos nő felrobbantja a ballon gázpalackját, Bond pedig rázuhan a Millenium Dome tetejére, kificamítva ezzel a jobb vállát.
King temetését követően az MI6 nyomozásba kezd. Kiderült, hogy a pénz maga volt a bomba, amit a néhai olajmágnás kitűzője aktivált. James megállapítja, hogy az általa visszaszerzett pénzösszeg megegyezik a korábban Sir Robert King lányának, Elektrának váltságdíjával, amit Victor Zokas "Renard" (Robert Carlyle) követelt, mikor elrabolta. Róla azt tudni, hogy amikor a 009-es ügynök a nyomába eredt, hogy kiszabadítsa Elektrát (sikertelenül) golyót röpített a fejébe. A lövedék azonban nem végzett vele: az agyban fokozatosan előrehaladva - ami végül csakugyan halálhoz vezet - sorra kiöli az érzékszerveiért felelős agyi receptorokat, így nem érez fájdalmat, s ettől még erősebb. M (Judi Dench) végül Bondnak adja a feladatot: meg kell védenie a roppant vonzó lányt az egykori elrablójától, aki valószínűleg most őt fogja célba venni. El is utazik Azerbajdzsánba, ahol a KING olajvállalat új, transzkontinentális vezetéket épít ki a Közel-Kelet és Európa között a meglévő régitől északabbra. Elkíséri Elektrát egy terepszemlére, ahol sárkánymotoros fegyveresek támadnak rájuk, akik az orosz titkosszolgálat atomenergia biztonsági részlegétől jöttek.
Legyőzésüket követően még aznap este Bond ellátogat régi ismerőse, az ex-KGB-s Valentyin Zukovszkij (Robbie Coltrane) kaszinójába, ahol kifaggatja a támadás hátteréről. A most már jóhírű üzletember nevében álló Valentyin elmondja, hogy Elektra biztonsági főnöke Davidov (Ulrich Thomsen) korábban Renard embere volt. A szórakozóhelyen feltűnik hamarosan Elektra is, aki csak úgy elkártyázik egy kisebb vagyont Zukovszkijnak, amit Bond nagyon furcsának tart. Még aznap este Elektra az ágyába csábítja Bondot, akit szinte teljesen behálóz elrablásának tragikus történetével. A légyottot követően azonban a 007-es Davidov nyomába ered.
Egy elhagyatott reptérre érve meg is öli, majd ő maga száll fel arra a gépre, ami Kazahsztánba, egy nukleáris rakétasilóhoz repítette őt. Itt összetalálkozik Dr. Christmas Jones (Denise Richards) atomfizikussal, aki az egykori szovjet robbanófejek leszerelését felügyeli. A 007-es lejutva a silókhoz rátalál Renardra, aki embereivel együtt egy rakéta ellopásán munkálkodnak. Bár elkapja a fájdalmat már nem érző terroristát, a felszínről lejövő biztonságiak rajtuk ütnek, ekkor Renard a térdre kényszerített Bondot a vállának fájós részén megszorongatja. Ebből az angol rájön, hogy akár maga Elektra is lehet az, aki megölte a saját apját. Végül Renard kiszökik a leszerelt rakétával (eldobva belőle a lokátorkártyát), James Dr. Jonesszal pedig a rakétasiló tetején keresztül menekül meg.
Visszatérve Elektra rezidenciájára Bond kérdőre vonja a lányt, de az hevesen tagad. Eközben támadás éri a KING vállalat vezetékrendszerét, így elmennek az irányítóközpontba felmérni a helyzetet. Ide érkezik meg végül M is, akinek a 007-es elmondja a gyanúját, miszerint valószínűleg éppen Elektra áll apja meggyilkolásának hátterében és rakéta ellopását is ő szervezhette meg. Maga a robbanófej ott száguld a kész olajvezetékben egy szervízkocsin. Bond és Dr. Jones indul utána a vezetékbe, hogy hatástalanítsák. Ám James csak azt engedi meg az atomfizikusnak, hogy a plutóniumot távolítsa el a robbanószerkezetből, így végül a bomba felrobban. Az irányítóközpontban mindenki halottnak hiszi őket.
Ezt használja ki Elektra, aki a gyászoló M-et elrabolja és elhagyják az országot. Bond és Dr. Jones elmennek Zukovszkij kaszpi-tengeri kaviárüzemébe, ahol alaposan kifaggatják a szemmel láthatóan többet tudó ex-KGB-st. A vallatást megzavarják a KING vállalat fegyveresei és körfűrészes helikopterei, akiket végül sikerül likvidálni. Ekkor Zukovszkij bevallja, hogy több fegyvert is eladott Elektrának, többek között egy Victor-3 osztályú orosz atomtengeralattjárót is, ami most Isztambul felé tart. Így mindhárman odautaznak az MI6 vezetője és a King-lány nyomában.
A város egyik volt szovjet lehallgatóközpontjában sikerült bemérni a lokátorkártyát a Szűzek Tornyából, amit M végül - megtévesztve fogvatartóit - sikeresen újra aktivált. Ekkor azonban Zukovszkij jobbkeze Aranyom (Goldie) felrobbantja a táskáját és Bondot valamit Dr. Jones-t túszul ejti és elhurcolja őket Elektrához. Itt minden kiderül: Elektra valóban összejátszott egykori fogvatartójával, hogy véghezvigye szörnyű tervét. Az atomtengeralattjáró reaktorában magleolvadást akarnak előidézni a lopott plutónium segítségével, hogy az egész Boszporusz felrobbanjon és a radioaktív szennyeződés a legfőbb olajkereskedelmi útvonalat ezáltal használhatatlanná tegye. Ha ez megtörténik, akkor csak és kizárólag a KING-vezeték lenne az egyetlen olajszállítási útvonal Európába. Renard pedig annyira szerelmes Elektrába, hogy nem rest feláldozni életének megszámlált napjait is a cél érdekében, hiszen a lány őt is teljesen behálózta.
Bondot Elektra egy garrote segítségével akarja halálba kínozni (vagyis az utolsó tekerés előtt egy hosszú csókkal megfojtani), ám Zukovszkij és emberei feltűnnek és lerohanják őket. A lány az óvatlan üzletembert lelövi, de az utolsó lövésével, amit sétapálcájából adott le, kiszabadítja a 007-est, aki üldözni kezdi az ifjú Kinget. A torony tetejében James fegyverét célozva Elektrára megparancsolja, hogy állítsa le Renardot, de ő hajthatatlan és kiadja a parancsot a merülésre. Ugyanakkor hiába volt köztük egy szenvedélyes éjszaka: Bond azonnal lelövi, de sajnálja a tettét.
Renard nyomába ered a merülésre készülő tengeralattjáróra, ahonnan előbb kiszabadítja Dr. Jonest, majd próbálja a hajót felszínre vinni. Ez nem igazán sikerült, így nagyon nehéz körülmények között kell megküzdeniük az őrült terroristával, aki az ellopott rakéta plutóniumából fűtőrudat sajtolt, és ennek segítségével terhelné túl a reaktort. Bond végső küzdelmét Renarddal a reaktorteremben vívja. A fülig szerelmes, torz arcú férfi szinte megőrül, amikor megtudja: szerelme már halott. Terve majdnem összejön, ám az utolsó pillanatban a fűtőrudat Bond a reaktor biztonsági rendszerével kilöveti, egyenes Renard testének közepébe, aki ettől összeroskad és meghal.
Jones és a 007-es felúszik a felszínre, a tengeralattjáró hullámsírba veszett. Később az MI6 keresni kezdi ügynökét, aki még mindig Isztambulban van a bájos Dr. Jones-szal, együtt ünnepelve a karácsonyt. A titkosszolgálat egy műholdjával megtalálja őket végül hőkép alapján és eléggé kínos helyzetbe hozzák magukat ezáltal, hiszen épp egy szenvedélyes szeretkezést zavarnak meg az atomfizikus és a brit kém között.

## Szereplők
| Szerep                           | Színész                | Magyar hang    |
| -------------------------------- | ---------------------- | -------------- |
| James Bond                       | Pierce Brosnan         | Kautzky Armand |
| Elektra King                     | Sophie Marceau         | Kökényessy Ági |
| Victor `Renard` Zokas            | Robert Carlyle         | Epres Attila   |
| Dr. Christmas Jones              | Denise Richards        | Madarász Éva   |
| Valentyin Dimitrovics Zukovszkij | Robbie Coltrane        | Csuja Imre     |
| M                                | Judi Dench             | Tímár Éva      |
| Q                                | Desmond Llewelyn       | Kun Vilmos     |
| R                                | John Cleese            | Barbinek Péter |
| Julietta, a szivaros lány        | Maria Grazia Cucinotta | Pokorny Lia    |
| Miss Moneypenny                  | Samantha Bond          | Kocsis Mariann |
| Bill Tanner                      | Michael Kitchen        | Orosz István   |
| Charles Robinson                 | Colin Salmon           | Galambos Péter |
| Bull 'Aranyom'                   | Goldie                 | Bicskey Lukács |
| Sir Robert King                  | David Calder           | Kardos Gábor   |